# Lijst van Leeuwarders
Deze lijst van Leeuwarders betreft bekende personen die in de Nederlandse stad Leeuwarden zijn geboren of hebben gewoond.

## Politiek
- Rombertus van Uylenburgh (1554?-1624), politicus en burgemeester
- Willem IV van Oranje-Nassau (1711-1751), erfstadhouder van de Republiek der Verenigde Nederlanden
- Sjuck van Burmania Rengers (1713-1784), grietman, gedeputeerde in de Staten-Generaal, lid van de Raad van State
- Abraham Ferwerda (1716-1783), auteur, uitgever en stichter van de Leeuwarder Courant.
- Johannes Wilhelmus van Rijswijk (1733-1806), priester en politicus
- Joachim van Plettenberg (1739-1793), gouverneur van de Nederlandse Kaapkolonie
- Willem August Sirtema van Grovestins (1740-1813), militair, Statenlid en gouverneur van Demerary
- Idsert Aebinga van Humalda (1754-1834), politicus en bestuurder
- Meinardus Siderius (1754-1829), politicus
- Antoon Anne van Andringa de Kempenaer (1777-1825), jonkheer, bestuurder en politicus
- Wilco Holdinga Lycklama à Nijeholt (1801-1872), politicus
- Rienk Jans van der Leij (1814-1876), burgemeester, Statenlid en gedeputeerde
- Martinus Manger Cats (1817-1896), politicus
- mr. Eduard Koning (1824-1892), burgemeester van Wedde en raadsheer in Leeuwarden
- Johan Hora Adema (1843-1938), burgemeester van Aalten, Hengelo en Harlingen
- Idzerd Frans van Humalda van Eysinga (1843-1907), politicus
- Albertus Petrus ter Meulen (1845-1890), burgemeester
- Vitus Bruinsma (1850-1916), politicus en natuurwetenschapper
- Pieter Jelles Troelstra (1860-1930), socialistisch politicus, advocaat, journalist, dichter/schrijver
- Theo van Welderen Rengers (1867-1945), politicus
- Jannes Johannes Cornelis van Dijk (1871-1954), politicus
- Albert van der Heide (1872-1953), politicus en dominee
- Willem Albarda (1877-1957), socialistisch politicus
- Hendrik Voordewind (1887-1972), commissaris van politie te Amsterdam
- Johannes Werkhoven (1891-1965), burgemeester van Ferwerderadeel
- Paul Marinus van Baerdt van Sminia (1901-1945), burgemeester
- Benjamin Pieter Liese (1909-1985), burgemeester van de PvdA
- Maurits Troostwijk (1914-1991), politicus en jurist
- Binne Pieter van der Veen (1916-1981), politicus voor VVD
- Jakob Vellenga (1920-2012), wethouder in Leeuwarden en Tweede Kamerlid (PvdA)
- Gauke Loopstra (1925-2000), burgemeester van de VVD
- Geert Eijgelaar (1927-2022), politicus voor ARP en CDA
- Jaap Boersma (1929-2012), politicus en ambtenaar
- Joop Postma (1932-2014), politicus voor de PvdA
- Henk Woldring (1943), politicus en hoogleraar
- Greet Hommes (1944), politica voor PvdA
- Gerrit de Jong (1944), lid van de Algemene Rekenkamer en voormalig politicus
- Meindert Fennema (1946-2023), politicoloog
- Louis Lyklema (1946), politicus voor VVD
- Menno Knip (1947), politicus voor VVD
- Janny Vlietstra (1948), politica voor PvdA, o.a. oud-wethouder van Leeuwarden
- Tom Pitstra (1949), politicus voor GroenLinks
- Alfred Veltman (1949), politicus en burgemeester
- Peter den Oudsten (1951), politicus voor PvdA
- Sipke Swierstra (1951), politicus voor VVD
- Jaap-Jelle Feenstra (1954), politicus (PvdA)
- Tjisse Stelpstra (1961), politicus voor ChristenUnie
- Aukje de Vries (1964), politica voor VVD
- Harry Bevers (1965), politicus voor VVD
- Roeland van der Schaaf (1970), politicus voor PvdA
- Diederik Samsom (1971), politicus voor PvdA
- Avine Fokkens-Kelder (1971), politica voor VVD
- Jouke Spoelstra (1989), politicus voor CDA

## Religie
- Wiho I (722-804), heilige en eerste bisschop van het bisdom Osnabrück
- Obbe Philips (1533-1568), doopsgezinde voorman
- Johannes Hilarides (1649-1726), predikant en voorvechter van de Friese taal
- Annaeus Ypeij (1760-1837), predikant, kerkhistoricus, taalkundige en hoogleraar in Harderwijk en Groningen
- Joannes Jansen (J.H.G.) (1868-1936), aartsbisschop van Utrecht
- Bernard Molkenboer O.P. (1879-1948), dominicaan en letterkundige
- Ype Schaaf (1930-2003), predikant
- Johannes Hendrikus Zelle (1907-1983), predikant

## Wetenschap
- Hector van Bouricius (1593-1636), hoogleraar, neolatinist, advocaat, ambtenaar
- J.L.C. Schroeder van der Kolk (1797-1862), hoogleraar anatomie en fysiologie aan de Universiteit Utrecht (destijds Hogeschool Utrecht), psychiater
- Tiberius Cornelis Winkler (1822-1897), anatoom, zoöloog en natuuronderzoeker, en de tweede conservator van de geologie-, paleontologie- en mineralogie- afdelingen van Teylers Museum in Haarlem
- Willem Frederik Reinier Suringar (1832-1898), botanicus
- Gerard Bruinsma (1840-1914), arts
- Johan Winkler (1840-1916), dialectoloog
- Sytze Greidanus (1843-1914), arts en wethouder
- Cornelis Adriaan Lobry van Troostenburg de Bruyn (1857-1904), scheikundige
- Theodoor Hendrik van de Velde (1873-1937), arts en gynaecoloog
- Bernard Slicher van Bath (1910-2004), landbouwhistoricus
- Sytse Douma (1942), bedrijfskundige
- Femme Gaastra (1945), historicus, VOC-expert

## Media
- Alexander Cohen (1864-1961), journalist en provocateur
- Max Blokzijl (1884-1946), zanger en journalist
- Henk Neuman (1926-2010), Nederlandse journalist en buitenlandcommentator
- Ria Bremer (1939), presentator, journalist
- Cisca Dresselhuys (1943), feministe, journalist
- Wilfred Genee (1967), televisiepresentator
- Harold Verwoert (1968), presentator, zanger en acteur
- Maurice Middendorp (1989), weerman
- Iris de Graaf (1991), journalist
- Sophie Hijlkema (1992), radio-dj
- Sylvana IJsselmuiden (1994), model, presentatrice
- Joost Klein (1997), YouTube, deelnemer Eurovisie songfestival 2024

## Kunst en cultuur
- Hans Vredeman de Vries (1527-1609), kunstenaar
- Wybrand de Geest (1592-1661), kunstschilder
- Margareta de Heer (circa 1600–circa 1658), kunstschilder
- Saskia van Uylenburgh (1612-1642), echtgenote van Rembrandt
- Abraham Lambertsz. van den Tempel (1622-1672), kunstschilder
- Wigerus Vitringa (1657-1725), kunstschilder en advocaat
- Jetske Reinou van der Malen (1681-1752), dichteres
- Gerbrandus van der Haven (1690-1765), beeldhouwer
- Reijnold Popma van Oevering (1692-1781), stadsorganist van Leeuwarden
- Onno Zwier van Haren (1713-1779), schrijver
- Clara Feyoena van Raesfelt-van Sytzama (1729-1807), dichteres
- Johan Joeke Gabriël van Wicheren (1808-1897), portretschilder
- Thomas Adrianus Romein (1811-1881), stadsarchitect
- Willem Hardorff (1815-1899), orgelbouwer
- Christoffel Bisschop (1828-1904), kunstschilder
- Gerharda Matthijssen (1830-1907), schilderes en fotografe
- Geesje Feddes (1831-1882), schrijfster en feministe
- Piet Paaltjens (1835-1894), dichter en predikant. Echte naam: François Haverschmidt.
- Johan Frederik Kruse (1848-1907), orgelbouwer
- Willem Cornelis de Groot (1853-1939), architect
- Maja Serger van Panhuys (1870-1944), beeldhouwer en tekenaar
- Johannes Hendricus Jurres (1875–1946), schilder en hoogleraar
- Mata Hari (Margaretha Geertruida Zelle) (1876-1917), van spionage verdachte danseres en courtisane
- Anke Schierbeek (1878-1960), mezzosopraan
- Clara Engelen (1879-1956), kunsthistoricus, museumdirecteur
- Richard Hageman (1881-1966), componist, dirigent en pianist
- Wybo Meijer (1885-1942), kunstenaar
- Gerrit Benner (1897-1981), kunstschilder
- Maurits Cornelis Escher (1898-1972), kunstenaar.
- J. Slauerhoff (1898-1936), dichter en schrijver
- Jan van der Zee (1898-1988), schilder en monumentaal kunstenaar
- Havank (Hendrikus Frederikus van der Kallen) (1904-1964), schrijver van populaire misdaadromans
- Auke Komter (1904-1982), architect
- Piet Zanstra (1905-2003), architect
- Nina Baanders-Kessler (1915-2002), beeldhouwer en medailleur
- Dieuwke Winsemius (1916-2013), schrijfster
- Henri van Haaren (1917-2015), beeldhouwer
- Kor Onclin (1918-2003), kunstschilder in de moderne kunst
- Pieter Terpstra (1919-2006), schrijver en journalist
- Kor Ket (1920-1955), dirigent van het Frysk Orkest, oprichter van het Leeuwarder Bachkoor
- Pieter Kooistra (1922-1998), schilder, graficus, fotograaf, beeldhouwer en schrijver
- Harry Verbeke (1922-2004), tenor saxofonist
- Piet Kingma (1926-1994), componist en dirigent
- Auke Hettema (1927-2004), beeldhouwer
- Renze Hettema (1927-2008), beeldhouwer
- Wim Bary (1929-2010), acteur, regisseur en theaterdirecteur
- Corrie de Boer (1932-2023), beeldend kunstenares
- Nikolai van der Heyde (1936-2020), regisseur en schrijver
- Hans Visser (1936-2001), biograaf van Simon Vestdijk
- Jerre Hakse (1937-2024), schilder, tekenaar en beeldhouwer
- Frâns Holwerda (1938-2000), dichter, schrijver en literair criticus
- Cees Andriesse (1939), schrijver en wetenschapshistoricus
- Tjikkie Kreuger (1941-2017), beeldhouwster
- Renate Vincken (1943-2013), kunstenares
- Pieter Dirk Torensma (1944), kunstenaar
- Jeanne Adema (1944), kunstenares
- Ben van der Geest (1949), beeldhouwer
- Klaas Walta (1948), kunstenaar
- Sido Martens (1949), zanger, gitarist en mandolinespeler
- Heddy Lester (Amsterdam 1950), zangeres en actrice
- Auck Peanstra (1954-2016), schrijfster
- Marga Claus (1955), schrijfster
- Theo Jellema (1955), stadsorganist van Leeuwarden
- Marijke Jongbloed (1956), documentairemaakster
- Piter Wilkens (1959), zanger en liedjesschrijver
- Anne Feddema (1961), schrijver en beeldend kunstenaar
- Kinke Kooi (1961), beeldend kunstenares
- Menno Bakker (1962), journalist en documentairemaker
- Margo Dames (1963), actrice
- Marnix Goossens (1967), fotograaf
- Tjitske Reidinga (1972), actrice
- Francesco Veenstra (1973), architect
- Grytsje Schaaf (1979), dichteres
- Jan Jaap van der Wal (1979), cabaretier en columnist
- Arno Krabman (1982), muziekproducent
- Mirjam Timmer (1982), zangeres en singer-songwriter
- Simone Lamsma (1985), violiste
- Bertrie Wierenga (1989), actrice
- Rik Witteveen (1990), acteur
- Joost Klein (1997), muzikant

## Sport
- Johannes Boelstra (1868-1947), biljarter
- Arie Bijvoet (1891-1976), voetballer
- Sijtse Jansma (1898-1977), olympisch touwtrekker
- Gerrit Tromp (1901-1938), olympisch roeier
- Appel Ooiman (1905-1971), olympisch roeier
- Haije Kramer (1917-2004), schaker
- Jan Charisius (1926-2008), olympisch schaatser
- Jan Hettema (1933-2016), olympisch wielrenner
- Piet ten Thije (1934-2015), zwemmer
- Rienk Onsman (1943-2011), voetballer
- Lolle van Houten (1944-2008), bokser
- Frits Schuitema (1944), president-commissaris van de voetbalclub PSV
- Theo de Jong (1947), voetballer
- Rudi Koopmans (1948), bokser
- Koko Hoekstra (1948), voetballer
- Harm Wiersma (1953), dammer en politicus voor de LPF
- Piet Wildschut (1957), voetballer
- Foeke Booy (1962), voetballer en voetbalcoach
- Jan Veenhof (1969), voetballer
- Richard Schuil (1973), volleybalinternational
- Jarich Bakker (1974), olympisch wielrenner
- Maarten Tjallingii (1977), wielrenner
- Tornike Tsjakadoea (1996), judoka
- Peter van der Vlag (1977), voetballer
- André Kuipers (1981), korfbal-international
- Sanne Wevers (1991), olympisch turnster
- Lieke Wevers (1991), olympisch turnster
- Itzhak de Laat (1994), olympisch shorttracker
- Jet van Beijeren (2004), voetbalster
- Timo Zaal (2004), voetballer

## Overig
- Feike Alles Clock (waarschijnlijk geboren eind 1604-1653), vervener in het veenkoloniale gebied van Oost-Groningen
- Egbert Jans van Leeuwarden (1608-1674), klokkenmaker
- Willem Loré (1679-1744), waterbouwkundige
- Willem van Haren (1710-1768), jonkheer, dichter, politicus, diplomaat en criticus van het koloniale bewind
- Douwe Sirtema van Grovestins (1710-1778), jonker die was aangesteld als kamerheer aan het Stadhouderlijk Hof van prins Willem IV
- Carolina van Oranje-Nassau (1743-1787), dochter van stadhouder Willem IV en prinses Anna van Hannover
- Thomas Peters (1745-1857), geldt als de eerste persoon ter wereld die ouder is geworden dan 110 jaar
- Jacobus Martinus Baljée (1752-1823), chirurgijn, directeur, landgoedeigenaar en weldoener
- Titia Bergsma (1786-1821), geldt als de eerste westerse vrouw in Japan
- Wopke Eekhoff (1809-1880), archivaris en uitgever te Leeuwarden, was de eerste stadsarchivaris van Nederland
- George Arnold Escher (1843-1939), waterbouwkundig ingenieur
- Kokadorus (1867-1934), Amsterdams-Joodse marktkoopman
- Hendrik Voordewind (1887-1972), commissaris van politie te Amsterdam
- Justus Zuidema (1890-1970), gemeentearchitect Leeuwarden
- Sybren Tulp (1891-1942), militair en hoofdcommissaris van politie in Amsterdam
- Bert Sas (1892-1948), militair
- Sjoerd Bakker (1915-1943), verzetsstrijder
- Jan Kuperus (1929-2011), econoom, bankdirecteur, commissaris en bestuurder van tal van organisaties
- Cor Boonstra (1938-2025), ondernemer
- Arie van der Vlis (1940-2020), generaal
- Hans Monderman (1945-2008), verkeerskundige

Alkmaar · 
Almelo ·
Almere · 
Alphen-Chaam · 
Alphen aan den Rijn ·
Amersfoort · 
Amstelveen · 
Amsterdam · 
Apeldoorn · 
Arnhem · 
Assen ·
Baarn · 
Bergen op Zoom · 
Bilthoven · 
Bolsward · 
Boxtel · 
Breda · 
Bredevoort · 
Brunssum · 
Bussum · 
Delft ·
Den Haag ·
Den Helder · 
Deurne · 
Deventer · 
Doetinchem ·
Dokkum · 
Dordrecht · 
Drachten · 
Ede · 
Eindhoven · 
Emmen · 
Enschede · 
Franeker · 
Geleen · 
Gouda · 
Groenlo ·
Groningen · 
Haarlem · 
Harlingen ·  
Heemstede · 
Heerenveen · 
Heerlen · 
Helmond · 
Hengelo · 
's-Hertogenbosch · 
Hilversum · 
Hoogeveen · 
Hoorn · 
Horst ·
Kampen · 
Kerkrade · 
Leerdam · 
Leeuwarden · 
Leiden · 
Lelystad · 
Maastricht · 
Meppel ·  
Middelburg  ·
Nijkerk · 
Nijmegen · 
Oldenzaal · 
Ommen · 
Oss · 
Rijswijk (Zuid-Holland) · 
Roosendaal · 
Rotterdam · 
Schiedam · 
Sittard · 
Sittard-Geleen · 
Sneek · 
Soest · 
Stadskanaal · 
Tegelen · 
Tiel · 
Tilburg · 
Urk · 
Utrecht · 
Veenendaal · 
Veghel · 
Venlo · 
Venray · 
Vlaardingen · 
Vlissingen · 
Wageningen · 
Warnsveld · 
Weert · 
Winschoten · 
Woerden · 
Zeist · 
Zierikzee · 
Zoetermeer · 
Zutphen · 
Zwolle